# Науково-дослідний та конструкторсько-технологічний інститут залізничного транспорту
Філія «Науково-дослідний та конструкторсько-технологічний інститут залізничного транспорту» ПАТ «Укрзалізниця» (НДКТІ) — головна організація вертикалі інженерно-технічного забезпечення роботи залізничної галузі.
Філію створено шляхом приєднання до ДП «Державний науково-дослідний центр залізничного транспорту України» трьох організацій:
- Проектно-конструкторське та технологічне бюро вагонного господарства (Київ);
- Проектно-конструкторське та технологічне бюро з ремонту локомотивів (Полтава);
- Науково-конструкторське та технологічне бюро колійного господарства (Дніпро).

## Діяльність
Діяльність філії сконцентрована на наступних напрямках роботи:
- дослідження особливостей сучасного та інноваційного рухомого складу;
- модернізація та оновлення локомотивів і вагонів, розробка проектів з подовження термінів служби рухомого складу, виконання робіт;
- розвиток і модернізація інфраструктури;
- імплементація європейських норм і стандартів на залізничному транспорті;
- розробка та експертиза технологій, стандартів, нормативних документів;
- інспекційний контроль та технічний аудит продукції для потреб ПАТ «Укрзалізниця»;
- видавнича діяльність.

## Історія
ДП «Державний науково-дослідний центр залізничного транспорту України» (ДНДЦ УЗ) створено 19 липня 2001 року спільним наказом Міністерства транспорту та зв'язку й Національної академії наук України № 455/276 та підпорядковано Державній адміністрації залізничного транспорту України. Активну діяльність розпочато у грудні того ж року. 12 травня 2006 року рішенням Державної комісії Міністерства освіти і науки України підприємство внесене до Державного реєстру наукових установ, яким надається підтримка держави. Основними напрямками діяльності є науково-технічна, інформаційна, координаційна, експертна та видавнича робота. Центр атестований Державним комітетом України з питань технічного регулювання та споживчої політики, сертифікований на відповідність ISO 9001:2008.
До структури ДНДЦ УЗ включено три науково-дослідні відділення: Харківська філія, редакція науково-практичного журналу «Залізничний транспорт України» та сучасна випробувальна база. Станом на 2011 рік у центрі працювало більше ніж 100 співробітників, серед яких було 6 докторів та 10 кандидатів наук. На базі ДНДЦ УЗ функціонувала аспірантура та спеціалізована вчена рада.
Протягом перших 10 років існування центру було виконано близько 700 робіт, що включали концепції та програми розвитку залізничного транспорту і його складових, визначення ресурсу рухомого складу, розробку нового рухомого складу та технічних пристроїв, випробування рухомого складу, техніко-економічні обґрунтування управлінських рішень, автоматизовані системи управління та ідентифікації, нормативи з праці, методологію бухгалтерського обліку тощо.
ДНДЦ УЗ співпрацювала з майже 20 провідними науковими установами України та зарубіжжя.
Директором підприємства станом на липень 2014 року був доктор технічних наук, професор Валерій Миколайович Самсонкін.

## Контакти
- 03038, Київ, вул. Івана Федорова, 39